# Frank Jelinski

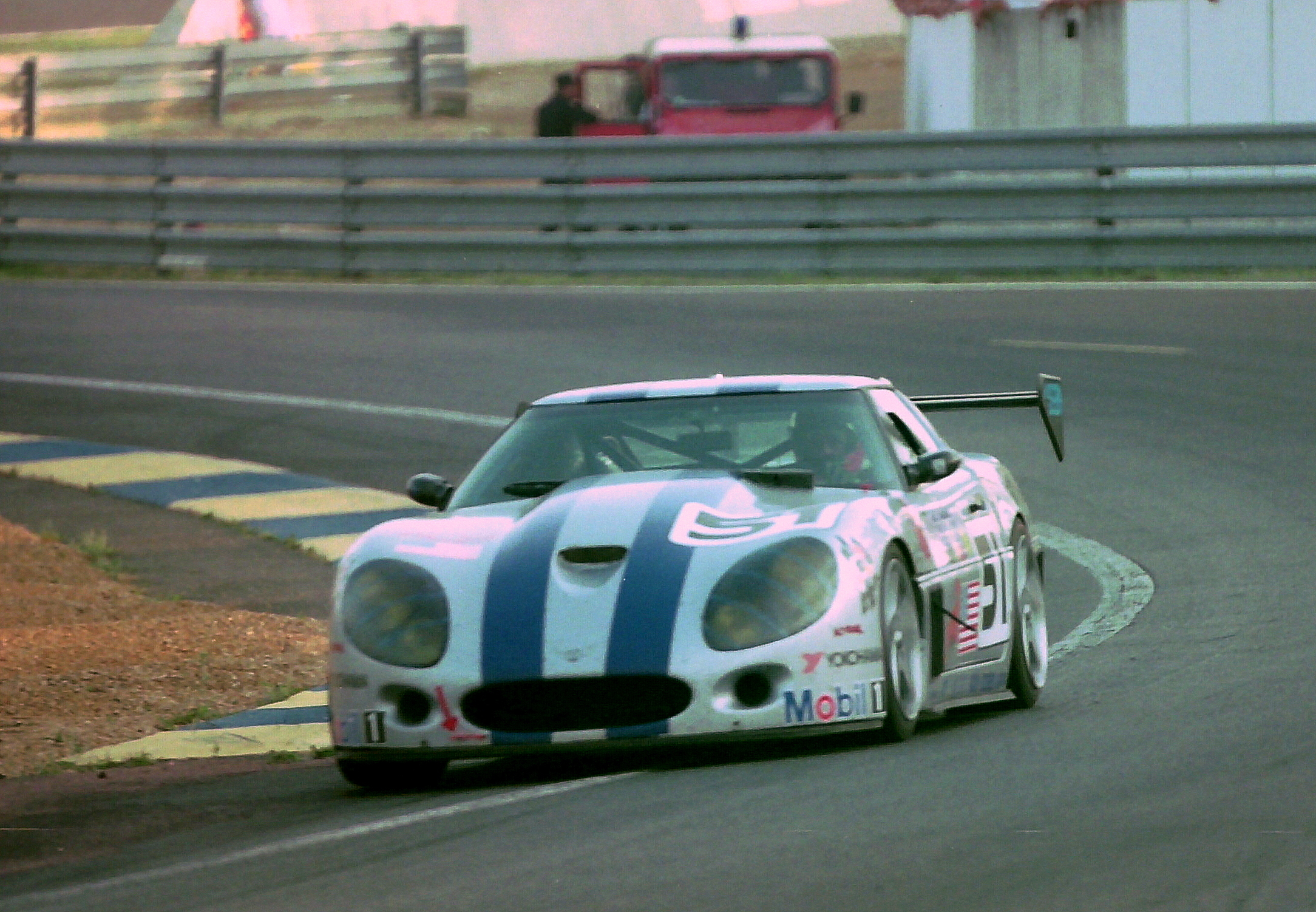
Die Callaway Corvette SuperNaturel von Michel Maisonneuve, Boris Said III und Frank Jelinski in den Esses beim 24-Stunden-Rennen von Le Mans 1994

Frank Jelinski (* 23. Mai 1958 in Bad Münster am Stein-Ebernburg) ist ein ehemaliger deutscher Automobilrennfahrer.

## Karriere
Jelinski fuhr von 1973 bis 1978 Kartrennen. 1979 wurde er Deutscher Super-VW-Meister. 1980 und 1981 wurde Jelinski jeweils deutscher Formel-3-Meister für Bertram Schäfer Racing. 1982 war er mit dem gleichen Team in der Formel-2-Europameisterschaft aktiv; das Team setzte privat Wagen von Maurer Motorsport ein. 1983 wechselte er in die World Sports Car Series (WSC), wo er bis 1990 blieb und diverse Rennsiege holte, unter anderem 1986 die 1000 km von Spa-Francorchamps, 1989 die 1000 km von Dijon und das Norisringrennen, den German-Super-Cup. 1986 gewann das Team zudem den Titel des Sportwagenweltmeisters. 1990 wechselte er zur Deutschen Tourenwagen-Meisterschaft, wo er bis Ende 1992 für Audi fuhr. Parallel fuhr er aber weiterhin und auch danach bis 1995 Sportwagenrennen vor allem in den USA.
Für das Heilbronner Motorsportteam Live-Strip.com Racing hat Jelinski seinen (Vor-)Ruhestand als Rennfahrer unterbrochen und startet seit 2006 wieder regelmäßig bei Rennen im Rahmen der Veranstaltergemeinschaft Langstreckenpokal Nürburgring und bei den 24-Stunden-Rennen auf dem Nürburgring. Frank Jelinski arbeitete bis Ende 2010 an der VPA GmbH, einer Fahrlehrerausbildungsstätte in Kirchheim/Teck.

## Statistik

### Le-Mans-Ergebnisse
| Jahr | Team                   | Fahrzeug                       | Teamkollege        | Teamkollege           | Platzierung     | Ausfallgrund         |
| ---- | ---------------------- | ------------------------------ | ------------------ | --------------------- | --------------- | -------------------- |
| 1983 | Porsche Kremer Racing  | Kremer CK5                     | Patrick Gaillard   | Derek Warwick         | Ausfall         | Zylinder überhitzt   |
| 1985 | Team Labatt            | Gebhardt JC853                 | John Graham        | Nick Adams            | nicht klassiert |                      |
| 1986 | Brun Motorsport        | Porsche 962C                   | Walter Brun        | Massimo Sigala        | Ausfall         | Ventilschaden        |
| 1987 | Joest Racing           | Porsche 962C                   | Hurley Haywood     | Stanley Dickens       | Ausfall         | Motorschaden         |
| 1988 | Blaupunkt Joest Racing | Porsche 962C                   | Louis Krages       | Stanley Dickens       | Rang 3          |                      |
| 1989 | Joest Racing           | Porsche 962C                   | Louis Krages       | Pierre-Henri Raphanel | Ausfall         | Leck im Wasserkühler |
| 1990 | Joest Racing           | Porsche 962C                   | Hans-Joachim Stuck | Derek Bell            | Rang 4          |                      |
| 1991 | Joest Racing           | Porsche 962C                   | Hans-Joachim Stuck | Derek Bell            | Rang 7          |                      |
| 1993 | Joest Porsche Racing   | Porsche 962C                   | Louis Krages       | Manuel Reuter         | Ausfall         | Motorschaden         |
| 1994 | Callaway Sports Inc.   | Callaway Corvette SuperNaturel | Michel Maisonneuve | Boris Said III        | Disqualifiziert |                      |
| 1995 | Callaway Competition   | Callaway Corvette SuperNaturel | Enrico Bertaggia   | Johnny Unser          | Rang 9          |                      |

### Sebring-Ergebnisse
| Jahr | Team                 | Fahrzeug       | Teamkollege    | Teamkollege      | Platzierung | Ausfallgrund |
| ---- | -------------------- | -------------- | -------------- | ---------------- | ----------- | ------------ |
| 1985 | Gebhardt Motorsports | Gebhardt JC843 | George Schwarz | Jan Thoelke      | Ausfall     | Unfall       |
| 1988 | Joest Racing         | Porsche 962    | Louis Krages   | Paolo Barilla    | Rang 2      |              |
| 1989 | Joest Racing         | Porsche 962C   | Bob Wollek     | Jean-Louis Ricci | Rang 5      |              |
| 1991 | Joest Porsche Racing | Porsche 962C   | Louis Krages   | Henri Pescarolo  | Rang 4      |              |
| 1992 | Joest Racing         | Porsche 962C   | Louis Krages   | Bernd Schneider  | Ausfall     | Motorschaden |

### Einzelergebnisse in der Sportwagen-Weltmeisterschaft
| Saison | Team                                             | Rennwagen                                 | 1   | 2   | 3   | 4   | 5   | 6   | 7   | 8   | 9   | 10  | 11  |
| ------ | ------------------------------------------------ | ----------------------------------------- | --- | --- | --- | --- | --- | --- | --- | --- | --- | --- | --- |
| 1982   | Kremer Racing                                    | Porsche CK5                               | MON | SIL | NÜR | LEM | SPA | MUG | FUJ | BRH |     |     |     |
| 1982   | Kremer Racing                                    | Porsche CK5                               |     |     |     |     | 6   |     |     |     |     |     |     |
| 1983   | Jens Winther Kremer Racing                       | BMW M1 Kremer CK5                         | MON | SIL | NÜR | LEM | SPA | FUJ | KYA |     |     |     |     |
| 1983   | Jens Winther Kremer Racing                       | BMW M1 Kremer CK5                         |     |     | DNF | DNF | 12  |     |     |     |     |     |     |
| 1984   | Gebhardt Motorsport                              | Gebhardt JC842 Gebhardt JC843             | MON | SIL | LEM | NÜR | BRH | MOS | SPA | IMO | FUJ | KYA | SAN |
| 1984   | Gebhardt Motorsport                              | Gebhardt JC842 Gebhardt JC843             | 12  | DNF |     | DNF | DNF |     | 14  | DNF |     |     | 12  |
| 1985   | Gebhardt Motorsport Brun Motorsport              | Gebhardt JC842 Gebhardt JC853 Porsche 956 | MUG | MON | SIL | LEM | HOK | MOS | SPA | BRH | FUJ | SEL |     |
| 1985   | Gebhardt Motorsport Brun Motorsport              | Gebhardt JC842 Gebhardt JC853 Porsche 956 |     | 13  | 14  | DNF | DNF | 6   | 12  |     | DNF | 5   |     |
| 1986   | Gebhardt Motorsport Brun Motorsport Team Memorex | Gebhardt JC853 Porsche 956 Porsche 962    | MON | SIL | LEM | NÜN | BRH | JER | NÜR | SPA | FUJ |     |     |
| 1986   | Gebhardt Motorsport Brun Motorsport Team Memorex | Gebhardt JC853 Porsche 956 Porsche 962    | 11  | 9   | DNF | 4   | 3   | 2   | DNF | 1   | 2   |     |     |
| 1987   | Brun Motorsport Joest Racing                     | Porsche 962                               | JAR | JER | MON | SIL | LEM | NÜN | BRH | NÜR | SPA | FUJ |     |
| 1987   | Brun Motorsport Joest Racing                     | Porsche 962                               | 7   | DNF | 3   |     | DNF | DNF |     | 4   | 6   | 5   |     |
| 1988   | Joest Racing                                     | Porsche 962                               | JER | JAR | MON | SIL | LEM | BRÜ | BRH | NÜR | SPA | FUJ | SAN |
| 1988   | Joest Racing                                     | Porsche 962                               | 5   | 8   | 4   | 5   | 3   |     | DNF | 4   | DNF | 3   |     |
| 1989   | Joest Racing                                     | Porsche 962                               | SUZ | DIJ | JAR | BRH | NÜR | DON | SPA | MEX |     |     |     |
| 1989   | Joest Racing                                     | Porsche 962                               | 3   | 1   |     | 2   | DNF | 4   | 2   | 3   |     |     |     |
| 1990   | Joest Racing                                     | Porsche 962                               | SUZ | MON | SIL | SPA | DIJ | NÜR | DON | MOT | MEX |     |     |
| 1990   | Joest Racing                                     | Porsche 962                               | DNF | 5   | 4   | 7   | 7   | 6   | 7   | 8   | 6   |     |     |
| 1991   | Joest Racing                                     | Porsche 962                               | SUZ | MON | SIL | LEM | NÜR | MAG | MEX | AUT |     |     |     |
| 1991   | Joest Racing                                     | Porsche 962                               | 7   |     |     |     |     |     |     |     |     |     |     |